# Boule-Club Niedersalbach
Der Boule-Club Niedersalbach ist ein saarländischer Pétanque-Verein in Niedersalbach, einem Ortsteil von Heusweiler. Der Verein wurde 2006 gegründet und spielte von 2014 bis 2023 in der deutschen Pétanque-Bundesliga.

## Geschichte
In der Liga des Saarländischen Boule-Verbandes ist der Verein seit 2007 aktiv. Innerhalb von sechs Jahren hat er den Aufstieg in die Landesliga erreicht. Als Meister der Landesliga qualifizierte sich der Niedersalbacher Verein dann zur Aufstiegsrunde der deutschen Pétanque-Bundesliga, die erfolgreich absolviert wurde. Außer in der Bundesliga ist der Verein mit drei weiteren Mannschaften erfolgreich in der saarländischen Liga aktiv.

## Mitglieder
Der Verein hatte 2014 insgesamt 45 Aktive, unter diesen befinden sich mehrfache Saarlandmeister, Deutsche Meister, Europa- und Weltmeisterschaftsteilnehmer sowie internationale Spitzenspieler.